# Mikroklin

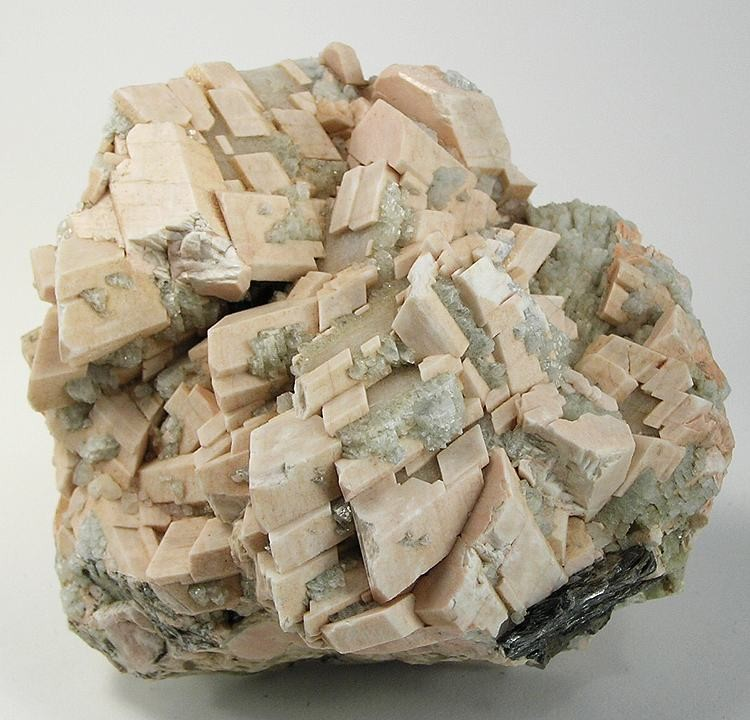
Mikroklin z lokality Papachacra, departement Belen, Catamarca, Argentina

Mikroklin je velmi rozšířený minerál ze skupiny živců v rámci minerální třídy silikátů s idealizovaným chemickým složením K[AlSi3O8] a chemicky je to tedy křemičitan hlinitodraselný. Strukturně patří mezi tektosilikáty.
Většinou vytváří  prizmatické až tabulkové krystaly, ale vyskytuje se také jako zrnité až masivní minerální agregáty. Nepoškozené plochy průhledných až průsvitných krystalů mají skelný lesk, zatímco štěpné plochy se třpytí spíše jako perleť.
Vzhledem k tvorbě smíšených krystalů s albitem je část draslíku v mikroklinu nahrazena sodíkem. Různé cizorodé příměsi způsobují, že mikroklin je v důsledku jeho dvojčatění nebo chybám mřížky zřídka bezbarvý nebo bílý. Často získává světle žlutou, růžovou až červenou, modrou až zelenou nebo šedou až hnědou barvu. Známá je zelená až modrozelená odrůda amazonit, která je pro svou hru barev často využívána jako drahokam.

## Etymologie a historie
Mikroklin byl poprvé nalezen v roce 1830 poblíž Stavernu v Norsku a byl popsán Augustem Breithauptem, který minerál pojmenoval podle řeckých slov μικρός mikrós pro „malý“ a κλίνειν klin pro „nakloněný", protože štěpné plochy vykazují odchylky od 90°.

## Klasifikace
Již v zastaralém, ale stále ještě používaném 8. vydání Systémové klasifikace minerálů podle Strunze patřil mikroklin do minerální třídy „silikáty a germanáty" a tam do oddělení „Gerüstsilikate (Tektosilikate)“, kde spolu s anortoklasem, ortoklasem a sanidinem tvoří podskupinu "Draselné živce" se systémovým číslem VIII/F.03a v rámci rodiny živců.
Od roku 2001 platná a roku 2009 Mezinárodní mineralogickou asociací (IMA) aktualizovaná systemizace minerálů přiřazuje mikroklin do poněkud odlišně definovaného oddělení „skeletových silikátů (tektosilikátů) bez zeolitické H2O“. To se ještě dále dělí podle možné přítomnosti dalších aniontů, takže minerál nalezneme podle složení v podsekci „skeletové silikáty (tektosilikáty) bez přídavných aniontů", kde je spolu s mezičleny adulár, anortoklas, hyalofan a dále s buddingtonitem, celsianem, monalbitem, ortoklasem, rubiklinem a sanidinem, zařazena také skupina „alkalické živce" se systémovým číslem 9.FA.30 v rámci rodiny živců.
Klasifikace minerálů podle Dana, která se používá především v anglicky mluvícím světě, řadí mikroklin také do třídy „silikátů a germanátů“ a tam do oddělení „skeletových silikátů s Al-Si mřížkou“. Je zařazen ve skupině "K (Na,Ba)-živce" se systémovým číslem 76.01.01 v podsekci „s mřížkou Al-Si".

## Krystalová struktura
Mikroklin krystalizuje trojklonně v prostorové skupině C1 (prostorová skupina-č. 2, pozice 3), mřížkové parametry a = 8,59 Å; b = 12,97 Á; c = 7,22 Á; a = 90,6°; β = 116,0° a y = 87,6° a také čtyři chemické vzorce na elementární buňku.

## Varianty a modifikace

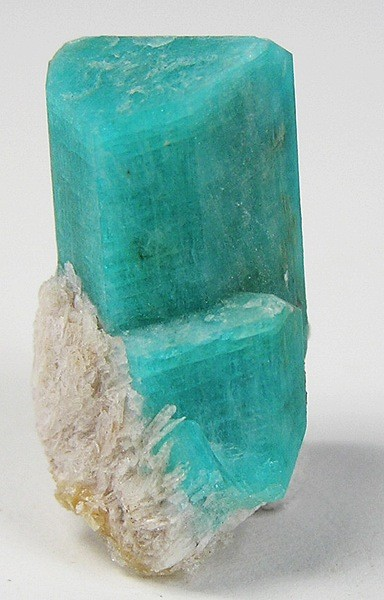
Amazonit z Yucca Hill, Lake George, Colorado, USA

Sloučenina K[AlSi3O8] je dimorfní a vyskytuje se vedle trojklonně  krystalizující nízkoteplotní modifikace mikroklinu ještě také jako jednoklonně krystalizující vysokoteplotní modifikace ortoklasu.
Jedinou známou variantou je světle až tmavě zelený amazonit.

## Vznik a naleziště

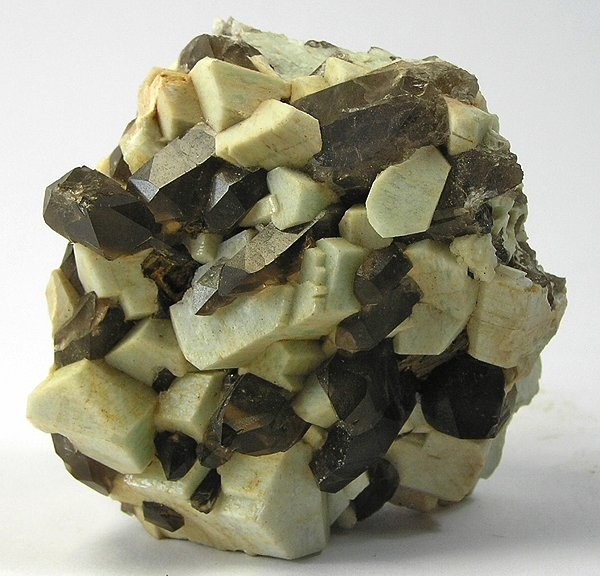
Mikroklin (světlý) s kouřovým křemenem z Conway, Carroll County, New Hampshire, USA (velikost: 5,9 cm × 5,9 cm × 3,9 cm)

Mikroklin vzniká magmaticky v žule, pegmatitu a syenitu nebo metamorfně v různých horninách. Také vytváří pseudomorfy sanidinu.
Mezi doprovodné minerály mikroklinu patří albit, biotit, fluorit, muskovit, křemen, různé amfiboly a různé turmalíny a také rudní minerály jako spodumen, amblygonit, kasiterit a tantalit.
Mikroklin se vyskytuje na mnoha lokalitách a je známo téměř 5000 lokalit (stav k roku 2015).
Výjimečnými lokalitami mikroklinů je známé pohoří Black Hills v americkém státě Jižní Dakota, kde byly nalezeny obrovské krystaly o průměru až 12 metrů. Největší dosud známý mikroklinový krystal, který je považován za největší krystal na světě, pochází z dolu Devils Hole Beryl Mine v okrese Fremont v Coloradu, kde byl objeven v roce 1981. Krystal je dlouhý 49,38 metrů, má průřez 35,97 m × 13,72 m a váží 15 908,89 tun.
V Česku se vyskytuje jako amazonit na Žďáru u Rudy na severní Moravě.Mezi větší nálezové oblasti patří Afghánistán, Argentina, Brazílie, Čína, Kanada, Myanmar (Barma), Česká republika, Finsko, Francie, Grónsko, Indie, Itálie, Japonsko, Madagaskar, Namibie, Norsko, Spojené království (UK) a Spojené státy americké (USA).

## Využití
Mikroklin se používá jako surovina v keramickém, sklářském a smaltovacím průmyslu. Jeho odrůda, amazonit, se používá jako drahokam.